# Wozniesienje (obwód kałuski)
Wozniesienje (ros. Вознесенье) – wieś (sieło) w Rosji, w obwodzie kałuskim, w rejonie taruskim. W 2010 liczyła 441 mieszkańców.